# Trializm (Niemcy)
Trializm − projekt opracowany po roku 1820 przez Królestwo Wirtembergii, który zakładał utworzenie trzeciego obok Prus i Austrii państwa niemieckiego razem z Królestwem Bawarii i Królestwem Saksonii w celu przeciwstawienia się dominacji Austrii i Prus w Związku Niemieckim.